# Jean Max
Jean Max va ser un pilot de curses automobilístiques francès que va arribar a disputar curses de Fórmula 1.
Va néixer el 27 de juliol del 1943 a Marsella, França.

## A la F1
Max Jean va debutar a la cinquena cursa de la temporada 1971 (la 22a temporada de la història) del campionat del món de la Fórmula 1, disputant el 4 de juliol del 1971 el GP de França al circuit de Paul Ricard.
Va participar en una única cursa puntuable pel campionat de la F1, aconseguint un catorzè lloc i finalitzant a 9 voltes del guanyador de la cursa i no assolí cap punt pel campionat del món de pilots.

## Resultats a la Fórmula 1
| Any  | Equip                      | Xassís | Motor    | 1   | 2   | 3   | 4   | 5      | 6   | 7   | 8   | 9   | 10  | 11  | Posició | Punts |
| ---- | -------------------------- | ------ | -------- | --- | --- | --- | --- | ------ | --- | --- | --- | --- | --- | --- | ------- | ----- |
| 1971 | Frank Williams Racing Cars | March  | Cosworth | SUD | ESP | MON | HOL | FRA 14 | GBR | ALE | AUT | ITA | CAN | USA | -       | 0     |

### Resum
| Curses: | Victòries: | Pòdiums: | Poles: | Voltes ràpides: | Punts: |
| ------- | ---------- | -------- | ------ | --------------- | ------ |
| 1       | 0          | 0        | 0      | 0               | 0      |